# Thank You Girl
Thank You Girl (englisch für: „Dank dir, Mädchen“) ist ein Lied der britischen Band The Beatles aus dem Jahr 1963, das als B-Seite der Single From Me to You erschien.

## Hintergrund
Ursprünglich hieß das Lied Thank You Little Girl und sollte die neue A-Seite einer Single werden, wurde aber später mit From Me to You getauscht.

## Komposition
Auf dem Plattenlabel wird als Autorenteam McCartney – Lennon genannt. Paul McCartney sagte dazu: „Das Stück haben wir überwiegend zusammen geschrieben, aber ich hatte vielleicht etwas mehr Anteil […]“ Und John Lennon bemerkte: „Thank You Girl war einer unserer gescheiterten Versuche, eine Single zu schreiben. Deshalb wurde es eine B-Seite oder ein Albumsong.“
Das Lied steht im 4⁄4-Takt, ist in D-Dur notiert und hat eine Länge von 2 min 2 s. Das Tempo wird mit „Moderately bright“ angegeben, das Genre mit „Rock“.

## Text
Im Lied bedankt sich das Ich bei einem Mädchen für dessen Liebe. „Lennon bringt das Ganze mit der nüchternen ersten Zeile in Gang, und McCartney antwortet mit […] dem raffinierten Binnenreim der zweiten Zeile.“ „Der Text zeigt, daß Lennon und McCartney sich ihr Publikum warmhalten wollten, indem sie mit diesem Titel jeden ihrer weiblichen Fans darin bestärkten, ihn als Dank für ihren Anteil am Erfolg der Beatles zu hören.“ Gleichwohl kann man den Text auch als Dankeschön gegenüber einem konkreten Mädchen verstehen.

## Besetzung
Besetzungsliste:
- John Lennon: Lead-Gesang, Rhythmus-Gitarre (1962 Gibson J-160 E), Mundharmonika[16]
- Paul McCartney: Gesang, Bass (1961 Höfner 500/1)
- George Harrison: Lead-Gitarre (1962 Gibson J-160 E)
- Ringo Starr: Schlagzeug (1960 Premier 58 Mahogany Duroplastic)

## Aufnahme
Die Aufnahme erfolgte am Dienstag, dem 5. März 1963 im Studio 2 der Abbey Road Studios. Es wurden insgesamt 13 Takes aufgenommen. Am 13. März wurde der Mundharmonika-Teil in 15 Takes hinzugefügt. Produzent war George Martin, Toningenieur Norman Smith; am 13. März war Geoff Emerick als zweiter Toningenieur anwesend.
Die Abmischungen des Liedes erfolgten am 13. März 1963 in Mono und in Stereo. Die Stereoversion hat eine andere Abmischung der Mundharmonika.

## Veröffentlichung
- In Großbritannien wurde die Single From Me to You / Thank You Girl am Donnerstag, 11. April 1963 (Parlophone R 5015) veröffentlicht,[19] in Deutschland angeblich bereits am 8. April (Odeon O 22 416),[20]
- Außerdem wurde Thank You Girl in Deutschland auf der EP The Beatles Hits (Odeon O 41 598) im September 1963 herausgebracht[21] sowie auf der LP The Beatles Beat (Odeon O 83 692) am 15. April 1964.[22]
- Am 12. Oktober 1979 wurde Thank You Girl auf dem Kompilationsalbum Rarities veröffentlicht, am 7. März 1988 auf Past Masters.
- Für BBC Radio nahmen die Beatles unter Live-Bedingungen drei weitere Fassungen von Thank You Girl auf, von denen die Aufnahme vom 19. Juni 1963, im BBC Playhouse Theatre, London, auf dem Album Live at the BBC am 28. November 1994 erschien.[23]
- Am 17. Dezember 2013 erschien das Album The Beatles Bootleg Recordings 1963, auf dem sich zwei Studioversionen (Take 1 und 5) des Liedes Thank You Girl befinden.

## Chartplatzierungen
Thank You Girl erreichte mit From Me to You als A-Seite als höchste Position in Großbritannien Platz 1 und in den USA Platz 41. In Deutschland konnte sich die Single nicht platzieren.

## Kritiken
„Der Rock ’n’ Roll-Rhythmus, der später bei I Want To Hold Your Hand […] seine Bestform fand, wirkt hier lahm. Vermutlich ist die Baßlinie daran schuld […]“

„Im Oktober 1965 begannen wir […] aufzunehmen. Alles veränderte sich. Es ging weg von poppigem Zeug wie Thank You Girl […]“

„Und der Text war tiefsinnig und bedeutsam – sicher nicht so etwas wie Thank You Girl […]“

‘Thank You Girl’ is not a B-grade song.

„,Thank You Girl` ist kein Song für eine B-Seite.“

## Coverversion
2008 coverten The Smithereens den Song auf ihrem Album B-Sides The Beatles.